# 董雍
董雍（1497年—？），字肅卿，號鹿崖，四川成都府綿州人，民籍，明朝政治人物。

## 生平
嘉靖七年（1528年）戊子科四川鄉試第十六名舉人，八年（1529年）中式己丑科會試第二百十六名，三甲第三名進士。授南京大理寺評事，十二年（1533年）出為永昌府知府。

## 家族
曾祖董昭；祖父董寅；父董仲儒，母胡氏。永感下。兄董庠、董序，弟董學。